# Sand Hill (Mississippi)
Pour les articles homonymes, voir Sand Hill.
 Sand Hill est une communauté non incorporée située dans le comté de Rankin dans l'état du Mississippi, à environ 27 km au nord-est de Flowood.